# Jon Brower Minnoch
Jon Brower Minnoch (29. září 1941 Bainbridge Island – 10. září 1983 Seattle) byl Američan, považovaný za nejtěžšího člověka všech dob. Jeho maximální váha se odhaduje na 635 kg (vzhledem k jeho rozměrům a omezené pohyblivosti ho nebylo možno přesně zvážit).
Ve dvanácti letech vážil 133 kg a ve dvaadvaceti 178 kg (při výšce 185 cm). Oženil se se ženou vážící 50 kg a měli dvě děti.
Jeho váha stále rostla až do března 1978, kdy byl hospitalizován na Zdravotním středisku Washingtonské univerzity kvůli potížím s dýcháním a se srdcem. Byl mu diagnostikován edém, lékaři odhadli, že více než 400 kg z jeho váhy tvoří mezibuněčná tekutina. Převáželo ho třináct lidí a byl uložen na dvou sražených postelích. V důsledku diety zhubl na 216 kg (největší zaznamenaná ztráta hmotnosti u člověka), v roce 1981 byl však znovu hospitalizován, jeho nemoc byla označena za neléčitelnou a zemřel ve věku 41 let. V době smrti vážil 362 kg a jeho index tělesné hmotnosti činil 105,3.